# Pretties for You
Albums de Alice Cooper
Live at the Whisky A-GO-GO
(1969)
Pretties for You est le premier album du groupe Alice Cooper, sorti en 1969.

## Titres
1. Titanic Overture – 1:12 (instrumentale)
2. 10 Minutes Before the Worm – 1:39
3. Sing Low, Sweet Cheerio – 5:42
4. Today Mueller – 1:48
5. Living – 3:12
6. Fields of Regret – 5:44
7. No Longer Umpire – 2:02
8. Levity Ball (live) – 4:39
9. B.B. (Big Boys) on Mars – 1:17
10. Reflected – 3:17
11. Apple Bush – 3:08
12. Earwigs to Eternity – 1:19
13. Changing Arranging – 3:03

Import français
1. Ouverture Titanesque - 1:12 (instrumentale)
2. 10 Minutes Avant le Ver - 1:39
3. Chantez Bas, Doux Salut - 5:42
4. Aujourd'hui Mueller - 1:48
5. Vivre - 3:12
6. Champs de Regret - 5:44
7. Plus Maintenant Arbitré - 2:02
8. Boule Légère (live) - 4:39

Toutes les pistes par Alice Cooper, Glen Buxton, Michael Bruce, Dennis Dunaway & Neal Smith.

## Composition du groupe
- Alice Cooper: Chant et harmonica
- Michael Bruce: Guitare rythmique, claviers et chant sur Sing Low, Sweet Cheerio
- Glen Buxton: Guitare solo
- Dennis Dunaway: Basse
- Neal Smith: Batterie